# Артур (филм)
Артур (енгл. Arthur) америчка је филмска комедија из 1981. године у режији Стива Гордона, по његовом сценарију.
Артур, дете милионера, је на прагу договореног брака са љупком девојком из високог друштва, коју не воли. Артур би најрадије оженио обичну њујорчанку Линду Маролу, али то не може учинити због своје баке, чије наследство очекује. 

## Радња
Артур Бах је размажени алкохоличар из Њујорка, који воли да се вози по Централ парку у својој Ролс-Ројс Силвер Рет лимузини са својим шофером. Артур је наследник дела огромног богатства своје породице, за које му је речено да ће бити његово само ако се ожени женом из више класе Сузан Џонсон, ћерком познатог пословног партнера његовог оца. Он не воли Сузан, али његова породица осећа да ће га она коначно одрасти. Током шопинга на Менхетну, у пратњи свог собара Хобсона, Артур је сведок како млада жена Линда Марола краде кравату. Он се залаже код чувара продавнице у њено име, а затим је позива на састанак. Упркос његовој привлачности према њој, Артура и даље притиска његова породица да се ожени Сузан.
Док посећује своју баку Марту, Артур дели своја осећања према Линди, али је поново упозорен да ће бити одбачен ако се не ожени Сузан. Хобсон, који му је био више отац него Артуров прави отац, примећује да Артур почиње да расте и потајно охрабрује Линду да присуствује Артуровој веридбеној забави. Хобсон се поверава Линди да осећа да је Артур воли. Линда руши забаву која се одржава на имању Артуровог оца и она и Артур коначно проводе време сами заједно, чему обе породице уђу у траг. Касније је Хобсон хоспитализован и Артур појури на његову страну, обећавајући да ће се бринути за особу која се о њему дуго бринула. После неколико недеља, Хобсон умире, а онда Артур, који је све време био трезан, одлази у пијанство. На дан њиховог венчања, он посећује ресторан у коме Линда ради и запроси је. У цркви, он устаје Сузан, што доводи до тога да њен насилни отац, Берт Џонсон, покушава да убоде Артура ножем за сир, иако га Марта спречава у томе.
Артур, повређен и ошамућен, најављује у цркви да неће бити венчања, а затим се онесвести убрзо након тога. Касније, Линда брине о његовим ранама и причају о животу у сиромаштву. Ужаснута Марта говори Артуру да може да задржи своје богатство, јер ниједан Бах никада није био радничка класа. Артур одбија, али у последњем тренутку насамо разговара са Мартом. Када се вратио на Линдину страну, он јој каже да је поново одбио, мислећи на Мартин позив на вечеру, али да је прихватио 750 милиона долара. Артуров задовољни шофер Битерман вози пар кроз Централ Парк.